# Municipio Ckochas
Das Municipio Ckochas ist ein Verwaltungsbezirk im Departamento Potosí im Hochland des südamerikanischen Anden-Staates Bolivien und seit dem 15. August 2006 selbständig.

## Lage im Nahraum
Das Municipio Ckochas ist eines von drei (bis August 2006: zwei) Municipios in der Provinz José María Linares. Es erstreckt sich etwa zwischen 19° 30’ und 20° 15’ südlicher Breite und 64° 40’ und 65° 56’ westlicher Länge.
Das Municipio grenzt im Norden an die Provinz Cornelio Saavedra, im Osten an das Municipio Puna und an das Departamento Chuquisaca, im Westen an das Municipio Caiza „D“ und an die Provinz Tomás Frías und im Süden an die Provinz Nor Chichas und an das Departamento Chuquisaca.
Das Municipio umfasst 150 Ortschaften (comunidades) und besteht aus zwei Kantonen und drei Distrikten. Der zentrale Ort des Municipios ist die Ortschaft Ckochas mit 306 Einwohnern am nordwestlichen Rand des Municipios, die größte Ortschaft ist Oronckota mit 656 Einwohnern. (Volkszählung 2012)

## Geographie
Das Municipio Ckochas liegt im südlichen Teil der kargen Hochebene des bolivianischen Altiplano.
Das Klima ist wegen der Binnenlage kühl und trocken und durch ein typisches Tageszeitenklima gekennzeichnet, bei dem die Temperaturschwankungen zwischen Tag und Nacht in der Regel deutlich größer sind als die jahreszeitlichen Schwankungen. Die Jahresdurchschnittstemperatur liegt bei 13 °C und schwankt nur unwesentlich zwischen 10 °C im Juni/Juli und gut 15 °C von November bis März (siehe Klimadiagramm Vitichi). Der Jahresniederschlag beträgt nur etwa 400 mm, mit einer stark ausgeprägten Trockenzeit von April bis Oktober mit Monatsniederschlägen unter 20 mm, und einer Feuchtezeit von Dezember bis Februar mit etwa 80 mm Monatsniederschlag.

## Bevölkerung
Die Einwohnerzahl ist zwischen 1992 und 2024 um etwa ein Fünftel zurückgegangen:
| Jahr | Einwohner | Quelle       |
| ---- | --------- | ------------ |
| 1992 | 17.199    | Volkszählung |
| 2001 | 16.886    | Volkszählung |
| 2012 | 15.635    | Volkszählung |
| 2024 | 14.301    | Volkszählung |

Die Bevölkerungsdichte des Municipios Ckochas nach der statistischen Erhebung von 2024 betrug 7,0 Einwohner/km². Die Lebenserwartung der Neugeborenen lag bei 58,3 Jahre, der Alphabetisierungsgrad bei den über 19-Jährigen bei 74,4 Prozent. (2001)
Wichtigste Sprache des Municipio ist Quechua: 35,6 Prozent der Bevölkerung sprechen nur Quechua, während 64,6 Prozent der Bevölkerung sich bilingual in Quechua oder Spanisch verständigen können. 88,2 Prozent der Bevölkerung sind katholisch, 13,5 Prozent evangelisch.
68,3 Prozent der Bevölkerung haben keinen Zugang zu Elektrizität, 45,8 Prozent leben ohne sanitäre Einrichtung.

## Politik
Ergebnis der Regionalwahlen (concejales del municipio) vom 4. April 2010:
| Wahlberechtigte |  | Stimmen | gültig |  | MAS-IPSP | MSM    | M.O.P. |
| --------------- |  | ------- | ------ |  | -------- | ------ | ------ |
| 5.565           |  | 4.665   | 3.414  |  | 2.578    | 493    | 343    |
|                 |  | 83,8 %  | 73,2 % |  | 75,5 %   | 14,4 % | 10,0 % |

Ergebnis der Regionalwahlen (elecciones de autoridades políticas) vom 7. März 2021:
| Wahl- berechtigte |  | Wahl- beteiligung | gültige Stimmen |  | MAS-IPSP | PUKA-SUNQU | AS     | PAN-BOL |
| ----------------- |  | ----------------- | --------------- |  | -------- | ---------- | ------ | ------- |
| 5.884             |  | 4.857             | 3.919           |  | 3.151    | 230        | 225    | 139     |
|                   |  | 82,55 %           | 80,69 %         |  | 80,40 %  | 5,87 %     | 5,74 % | 3,55 %  |

## Gliederung
Das Municipio ist seit dem 15. August 2006 mit einer Fläche von 2040,2 km² selbständig, bis zu diesem Zeitpunkt umfasste es die östliche Hälfte des Municipio Puna. Es unterteilte sich nach Angaben der Municipal-Regierung 2008 in die folgenden Kantone (cantones) und Distrikte (distritos):
- Kanton Duraznos (zentraler Ort: Duraznos) – 264,34 km² – 21 comunidades – 3.731 Einwohner – 264 km²
- Kanton Turuchipa (zentraler Ort: Turuchipa) – 366,35 km² – 8 comunidades – 2.254 Einwohner – 366 km²
- Distrito Linares Norte (zentraler Ort: Ckochas) – 475,46 km² – 20 comunidades – 4.960 Einwohner – 475 km²
- Distrito Keluyo (zentraler Ort: Keluyo) – 486,89 km² – 15 comunidades – 4.467 Einwohner – 487 km²
- Distrito Cebadillas (zentraler Ort: Cheche) – 447,16 km² – 21 comunidades – 5.561 Einwohner – 447 km²

## Ortschaften im Municipio Ckochas
- Kanton Duraznos
  - Huayllajara 226 Einw. – Molles 224 Einw. – Mojón Ckasa 128 Einw. – Tambillos 84 Einw. – Marcavi 75 Einw. – Duraznos 48 Einw.

- Kanton Turuchipa
  - Oronckota 656 Einw. – Turuchipa 136 Einw.

- Distrito Linares Norte
  - San Jacinto 519 Einw. – Melena Alta 432 Einw. – Huara Huara 276 Einw. – Terma 208 Einw. – Calapaya 160 Einw. – Esquiri 66 Einw. – Ckochas 306 Einw.

- Distrito Keluyo
  - Keluyo 500 Einw. – Legua Pampa 311 Einw.

- Distrito Cebadillas
  - Seocochi 400 Einw. – Media Luna 385 Einw. – Salva Alta 290 Einw. – Marcavi Grande 270 Einw. – Rodeo Pampa 259 Einw. – Checchi 255 Einw. – Cebadillas 208 Einw. – Añaguayo 180 Einw.